# Inštitut za raziskovanje krasa
Inštitut za raziskovanje krasa ZRC SAZU (IZRK) je znanstvena ustanova za celostno (multidisciplinarno) preučevanje krasa. 

## Zgodovina
V Postojni je med letoma 1929-1943 na področju krasoslovja deloval Italijanski speleološki inštitut (Istituto Speleologico Italiano). Inštitut za raziskovanje krasa je bil s strani Slovenske akademije znanosti in umetnosti (SAZU) ustanovljen leta 1947.
Od leta 1981 je inštitut vključen v Znanstvenoraziskovalni center Slovenske akademije znanosti in umetnosti (ZRC SAZU).

## Področja znanstvenega delovanja
Temeljna področja raziskav so:
- kraške jame,
- kraško površje
- kraške vode
- podzemna favna.

Znotraj Inštituta deluje analitski kemijski laboratorij, katerega primarni predmet proučevanja je kemija in mikrobiologija kraških voda.
Na Inštititu za raziskovanje krasa ZRC SAZU je od 2002 sedež Mednarodne speleološke zveze (UIS), od 2014 pa tudi Unescovo Krasoslovno študijsko središče.

### Strokovna knjižnica
Inštitutska knjižnica je specializirana za področje krasoslovja  in hrani ter strokovno dokumentira gradivo regionalnega, nacionalnega in svetovnega pomena. Knjižnični fond obsega približno 38.000 enot.

## Strokovno izobraževanje
Na Univerzi v Novi Gorici se v povezavi s podiplomsko šolo ZRC SAZU izvaja mednarodni program doktorskega študija krasoslovja. 

### Strokovne publikacije
Inštitut izdaja mednarodno uveljavljeno revijo »Acta Carsologica«  ki je posvečena objavam raziskav na kraškem površju in podzemlju.
Inštitut je decembra 2016 za publikacijo »Acta Carsologica« prejel Red za zasluge, zaradi izjemnega prispevka k razvoju slovenskega in svetovnega krasoslovja ter uveljavljanju slovenske znanosti v svetu.

## Strokovna srečanja, kongresi, izobraževanja
Od leta 1993 inštitut vsako leto organizira mednarodno srečanje krasoslovcev, t.i. »Mednarodno krasoslovno šolo Klasični Kras«.